# Tribes: Ascend
Tribes: Ascend – gra komputerowa typu free-to-play z gatunku first-person shooter, produkowana przez amerykańską firmę Hi-Rez Studios. Akcja gry odgrywa się w odległej przyszłości. Po skolonizowaniu odległych planet ludzkość podzieliła się na kilka nacji. Toczą one między sobą bezustanne wojny o wpływy i dominację we Wszechświecie. W grze można wybrać jedną z dwóch nacji: Krwawych Orłów oraz wrogich im Diamentowych Mieczy. W Tribes: Ascend fabuła nie odgrywa dużej roli i zamiast tego rywalizacja pomiędzy wspomnianymi organizacjami jest jedynie pretekstem do sieciowych pojedynków.